# Карпов, Виктор Павлович
Ви́ктор Па́влович Ка́рпов (9 октября 1928, Пенза — 2 февраля 1997, Москва) — российский дипломат, политик, государственный деятель. Заместитель министра иностранных дел СССР в 1990—1991 годах.

## Биография
- Окончил МГИМО в 1951 году.

## Дипломатическая карьера
- В 1958—1962 годах — на ответственной работе в центральном аппарате МИД СССР. Первый секретарь в Управлении внешнеполитической информации МИД.
- В 1962—1966 годах — советник посольства СССР в США.
- В 1966—1980 годах — советник в Управлении по планированию внешнеполитических мероприятий МИД СССР.
- В 1980—1985 годах — посол по особым поручениям МИД СССР.
- В 1985—1990 годах — начальник Управления по проблемам ограничения вооружений и разоружения, член коллегии МИД СССР. Занимая эту должность, принимал активное участие в многочисленных советско-американских переговорах, в том числе о поэтапной ликвидации ядерного оружия; руководил советской делегацией на переговорах в Женеве о ликвидации ракет средней дальности (РСД) в Европе и 50%-ном сокращении стратегических наступательных вооружений (СНВ), приведших к заключению 8 декабря 1987 Договора между США и СССР о ликвидации их ракет средней дальности и меньшей дальности в Европе, а 31 июля 1991 — к заключению Договора СНВ-1. [1]
- В 1990—1981 годах — заместитель министра иностранных дел СССР.
- В 1991—1997 годах — старший советник Департамента по проблемам разоружения МИД РФ.

Похоронен на Ваганьковском кладбище.

## Награды
- Орден Ленина (22 мая 1977)
- Орден Трудового Красного Знамени (22 апреля 1979)
- Орден Трудового Красного Знамени (29 января 1981)
- Орден «Знак Почёта» (6 июня 1988)
- Орден «Знак Почёта» (31 декабря 1966)

## Дипломатический ранг
- Чрезвычайный и полномочный посол

## Научные труды
В. П. Карпов являлся видным специалистом по вопросам разоружения. Его перу принадлежит немало трудов по этой проблематике.
- «В борьбе за разоружение». Москва, 1975 год.
- «О социалистическом подходе к проблемам разоружения». Москва, 1981 год.
- «О советско-американских отношениях в сфере проблем разоружения и разрядки напряженности». Москва, 1983 год.
- В. П. Карпов вырастил и воспитал целую плеяду учеников в советской и российской дипломатической службе. Одним из их является, например, посол РФ во Франции Орлов, Александр Константинович.